# أوين جنكينز
أوين جنكينز (بالإنجليزية: Owen Jenkins)‏ هو لاعب اتحاد الرغبي بريطاني، ولد في 20 يوليو 1993 في Ynysybwl ‏ في المملكة المتحدة.